# Richard Flash
Richard Flash, de son nom civil Richard Kakpo, née le 20 février 1984 à Agatogbo au Bénin, est un artiste, auteur-compositeur, et chanteur béninois. Chanteurs du Zouk, animateur et preneur de son au départ, il commence sur l'échiquier musical béninois avec un premier album dénommé Kissto en 2002.

## Biographie

### Enfance, éducation et débuts
Richard Flash fait ses débuts dans la musique au sein d'une chorale de jeunes avant d'intégrer l'orchestre «Master Star» de Cotonou comme chanteur principal.

### Carrière
Richard Flash part en stage de prise de son en Côte d'Ivoire en 1995, il revient au Bénin en 1997 et devient D.J. au Memphis Club de Cotonou. Il se lance dans l'animation de nombreuses soirées dansantes, des cérémonies de mariage. Il rencontre Marcelin Atindégla, directeur de Radio Star bénin, qui le nomme animateur de cette radio. Avec le succès de ses prestations, il devient directeur des programmes sur Radio Star et s'occupe du management artistique de jeunes groupes béninois. Il prête aussi sa voix à plusieurs artistes béninois et quitte le Bénin pour la France.
Il sort son premier album en 2002, son deuxième en 2004, le suivant en 2010 et le dernier en 2016.

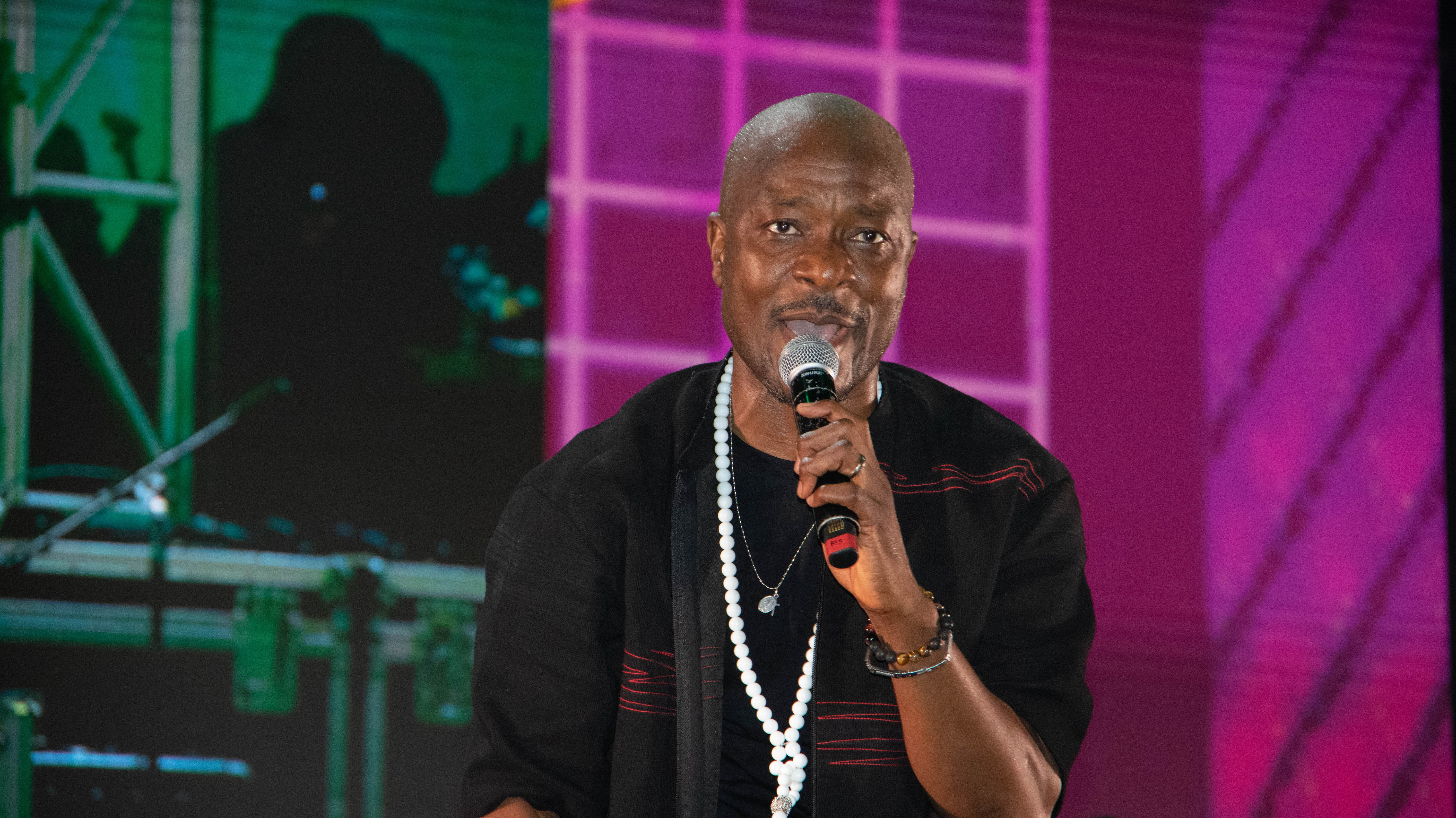
Richard Flash

## Discographie

### Albums
- « Kissto » (Je Veux), premier album.
- « Zé-kèmi » (Pardonne-moi), deuxième album.
- « Kpatagnon » (Tout est bon) quatrième album.

## Distinctions
Le vendredi 30 décembre 2017, Richard Flash reçoit le prix du Meilleur Artiste de l'Année 2016 au Bénin lors du concours Bénin top 10 édition 2016 (initiative qui fait la promotion de la musique béninoise en récompensant les meilleurs talents dans le domaine) au palais des congrès de Cotonou au Bénin. Après sa tournée aux États-Unis et à Dubaï en 2019, il est honoré du titre de "Personnalité Humanitaire de l'Année". Invité d'honneur lors de l'édition 2023 des AFROCA Music Awards, et se voit remettre un prix spécial lors de la cérémonie des Trophées des Musiques le samedi 18 février 2023 au palais des congrès de Brazzaville au Congo,. En 2024, à Abidjan en Côte d'Ivoire, il reçoit une distinction spéciale lors d'une soirée de gala pour sa contribution à la promotion de la culture du Bénin.